# Parapontoparta arcuata
Parapontoparta arcuata is een mosselkreeftjessoort uit de familie van de Candonidae. De wetenschappelijke naam van de soort is voor het eerst geldig gepubliceerd in 1955 door Hartmann.